# Evanilson
Francisco Evanilson de Lima Barbosa (Fortaleza, 6 oktober 1999) – kortweg Evanilson – is een Braziliaans voetballer die bij voorkeur als aanvaller speelt. Hij tekende in 2020 voor FC Porto, dat hem in 2024 verkocht aan AFC Bournemouth.

## Clubcarrière
FC Porto haalde Evanilson in september 2020 voor een bedrag van 7,5 miljoen euro weg bij Fluminense. Op 21 oktober 2020 debuteerde hij in de UEFA Champions League tegen Manchester City. Drie dagen later scoorde hij zijn eerste doelpunt voor de club in het competitieduel tegen Gil Vicente.